# Ibrahim al-Hamdi

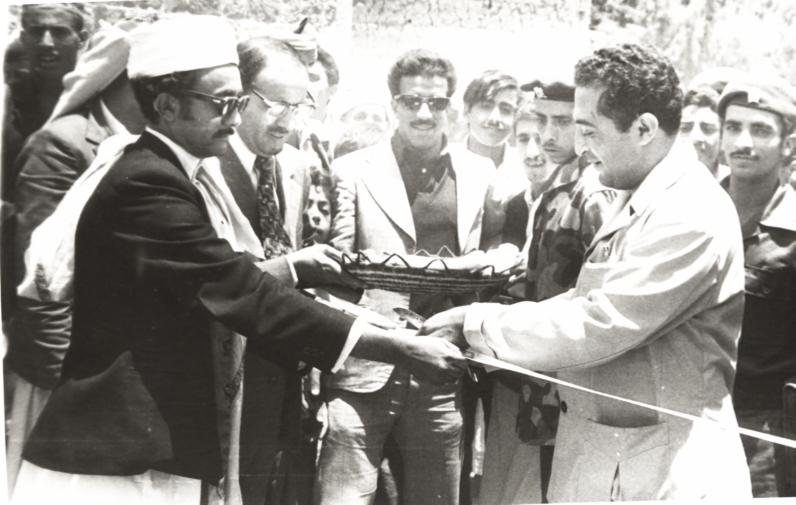
Al-Hamdi and Qadi Ali Aburijal abrindo um novo projeto.

Ibrahim al-Hamdi (30 de setembro de 1943 – Saná, 11 de outubro de 1977) (em árabe: إبراهيم الحمدي) foi o líder de um golpe militar na República Árabe do Iêmen que derrubou o regime do Presidente Abdul Rahman al-Iryani em 13 de junho de 1974. Após a revolta, foi Presidente do Conselho do Comando Militar que governava o país. Durante seu governo, consolidou o controle do governo central sobre o país, planejou acabar com as lealdades tribais e camadas sociais medievais do Iêmen proclamando todos os iemenitas como iguais. Também melhorou as relações com a Arábia Saudita.
Em 11 de outubro de 1977, a Al-Hamdi foi assassinado junto com seu irmão. O assassinato nunca foi oficialmente investigado.